# Третье наступление на Центральный советский район в Цзянси
Третье наступление на Центральный советский район в Цзянси (кит. 中央苏区第三次反围剿 — Третья кампания по окружению Центрального советского района) — боевые действия гоминьдановской НРА против коммунистической Красной армии Китая, проходившие с 3 июля по 15 сентября 1931 года во время Гражданской войны в Китае, с целью уничтожения контролируемой коммунистами зоны на юге провинции Цзянси.
На состоявшемся 28 июня 1931 года в Нанкине совещании по итогам второго наступления Чан Кайши решил сам возглавить третье наступление на Центральный советский район. Наскоро была сколочена группировка из 30 дивизий (300 тысяч солдат и офицеров, около 850 орудий), которая 3 июля начала продвижение тремя колоннами: левая - из района города Наньфэн, центральная - от Наньчана, правая из района города Цзиань. Тактика осталась прежней: продвижение по направлениям в глубь советского района, рассечение обороняющихся войск противника, их окружение и уничтожение.
Против столь многочисленной группировки гоминьдановских войск командование Красной армии Китая стало формировать новые части и соединения из партизанских отрядов местной крестьянской самообороны, доведя их численность до 110 тысяч. Наспех сформированные и плохо вооруженные части и подразделения коммунистов не могли оказать серьезного сопротивления наступлению НРА, поэтому 10 июля основная регулярная группировка Красной армии, насчитывавшая 30 тысяч бойцов, покинула западную часть провинции Фуцзянь, где она находилась после отражения второго наступления гоминьдановцев, и пройдя около пятисот километров, вернулась обратно на юг Цзянси, в район Синго.
К концу июля 1931 года националисты окружили основные силы коммунистов возле Синго и стали одновременно атаковать с севера и с востока, чтобы оттеснить к восточному берегу реки Ганьцзян и уничтожить. Попытка пробиться из окружения в направлении на север, на Футянь, была заблокирована подошедшими двумя дивизиями НРА. Поэтому коммунистическое высшее командование решило изменить направление прорыва, двинувшись на восток, в районы Лянтан, Лянцунь и Хуанби.
Ночью 4 августа, под покровом темноты, Красная армия прошла через двадцатикилометровый разрыв в позициях националистов. 7 августа в районе Лянтана ею была уничтожена бригада 47-й дивизии НРА, вскоре после этого была разгромлена 54-я дивизия в Лянцуне. 11 августа в Хуанби были полностью уничтожены четыре полка 8-й дивизии НРА. После этого главные силы Красной Армии двинулись в район восточнее Цзюньбу.
Осознав, что основные силы коммунистов движутся на восток, 9 августа Чан Кайши приказал своим войскам сменить направление наступления и окружить основные силы их армии в районе к востоку от Цзюньбу. Гоминьдановская армия повернула свои основные силы обратно на восток, образовав плотное кольцо окружения на восточной, южной и северной сторонах районов Хуанби и Цзюньбу. Красной армии снова угрожала опасность быть окруженной армией националистов.
Воспользовавшись опасениями Чан Кайши, что Красная Армия двинется на север, в Линьчуань, и атакует Наньчан, столицу провинции, коммунистическое командование двинуло в качестве отвлекающего маневра в направлении Лэаня свою так называемую 12-ю армию, в то время как основные силы, насчитывавшие более 20 тысяч человек, пользуясь ночной тьмой, незаметно преодолели в горах брешь между гоминьдановскими частями шириной в десять километров и двинулись обратно, в районы Байша и Фэнбянь севернее Синго, а затем продолжили свой путь на запад в районы Цзюнькунь и Чаюанган между Синго, Ваньань и Тайхэ, чтобы укрыться, отдохнуть и перегруппироваться.
Неделю спустя националисты, преследовавшие 12-ю коммунистическую армию, поняли, что преследуют не их главные силы, и прекратили погоню.
В это время внутри гоминьдановской правящей группы еще более обострилось противоречие между фракциями Нанкина и Гуандуна. В провинции Ганьсу был свергнут губернатор, поставленный нанкинским правительством. Войска Гуандун-Гуансийской клики, воспользовавшись тем, что основные силы армии Чан Кайши оказались связанными боями в Цзянси, двинулись на север, в Хунань. Ввиду этих обстоятельств Чан Кайши в начале сентября приказал войскам прекратить очередную кампанию «на окружение и подавление» и начать отход.
Воспользовавшись случаем, коммунисты контратаковали. 7 сентября им удалось уничтожить целую бригаду 9-й дивизии НРА в районе Лаоинпань, и 15 сентября еще одна бригада 9-й дивизии и вся 52-я дивизия НРА были полностью уничтожены в районе Фаншилин.
После побед Красная армия Китая перешла в наступление и заняла Хуйчан, Сюньу и другие уезды, объединив южную часть Цзянси и западную Фуцзянь, закрепив и расширив Центральный советский район.